# كريكسوس
كان كريكسوس مصارع من الغال وقائد في تمرد العبيد في حرب العبيد الثالثة، مع سبارتاكوس وغانيكوس وأوناميوس وكاستوس.
وهو أول من انضم إلى سبارتاكوس في التمرد.

## التسمية
كريكسوس ولد في بلاد الغال (فرنسا)، اسم كريكسوس باللغة الغوليه يعني صاحب الشعر المجعد.

## وفاته
قتل كريكسوس من قبل فيالق ارييس عند بوابات روما بعد انقسامه عن سبارتاكوس مع جيش من العبيد المؤيدين له وقتل قبل وفاته كتيبه كامله من 500 جندي